# Taiko
 (juillet 2023).
Si vous disposez d'ouvrages ou d'articles de référence ou si vous connaissez des sites web de qualité traitant du thème abordé ici, merci de compléter l'article en donnant les références utiles à sa vérifiabilité et en les liant à la section « Notes et références ».

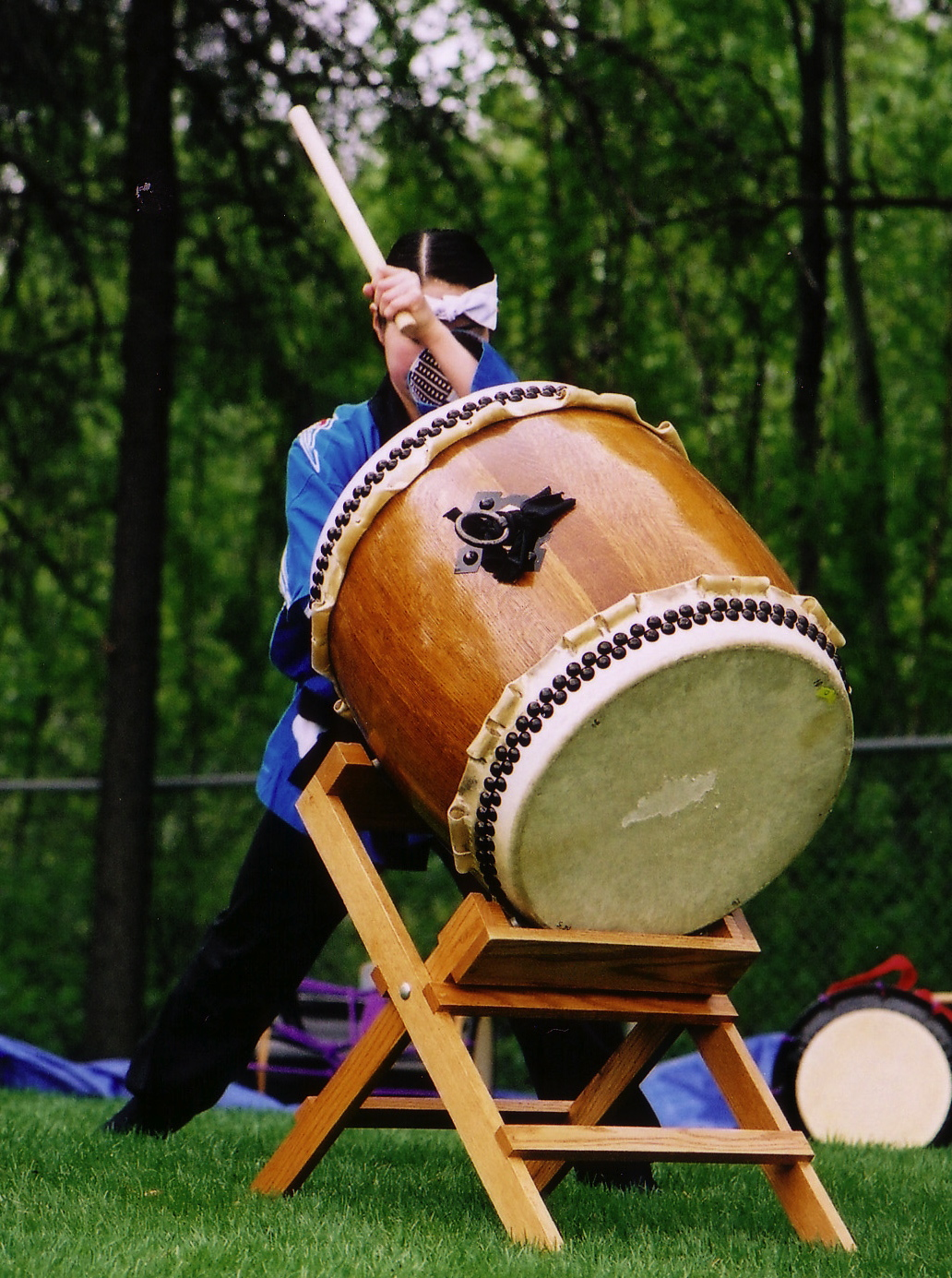
Un joueur de taiko.

Le taiko est un art de jouer du tambour au Japon. Le mot taiko (太鼓), qui veut dire « tambour » en japonais, vient du chinois : 太鼓 ; pinyin : tàigǔ ; litt. « tambour le plus grand », mais il est généralement utilisé en dehors de ce pays pour désigner les différentes formes de tambours. Les Japonais préfèrent utiliser le terme plus spécifique wadaiko (和太鼓, littéralement « tambour japonais »), associé depuis longtemps à l'histoire du Japon.

## Histoire

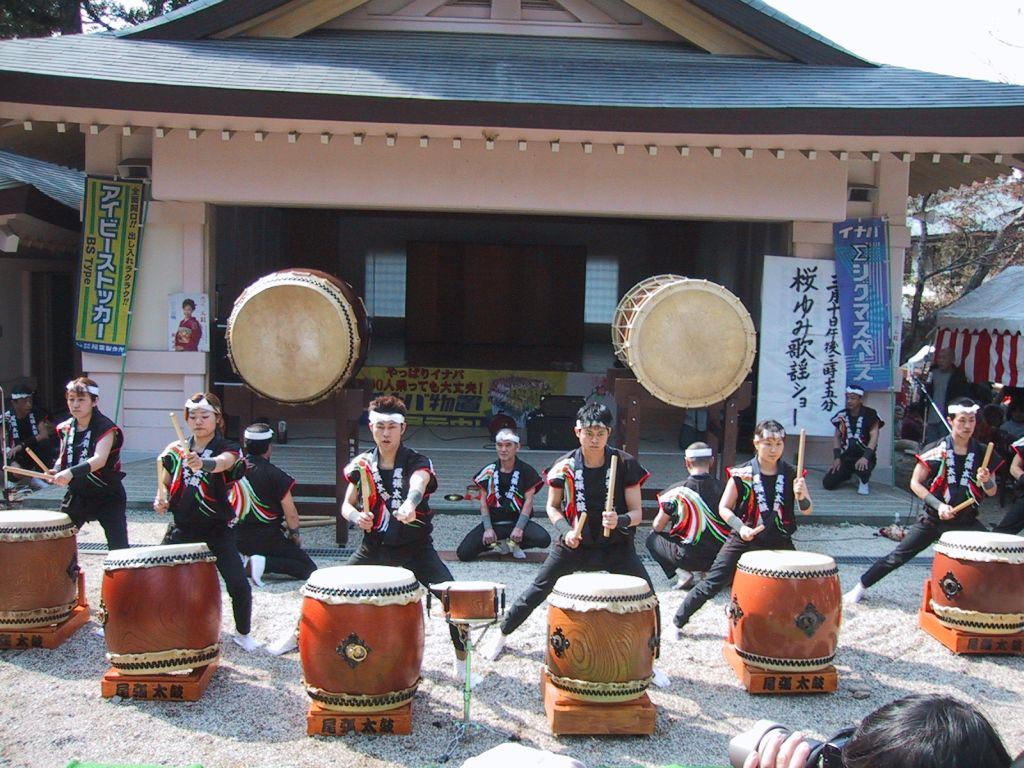
Joueurs de taiko à Aichi.

On en trouve déjà des traces au VIe siècle dans les sépultures sous tumulus (kofun) sur le pourtour et au sommet desquelles certains haniwa (sortes de figurines anthropomorphes en terre cuite), sont représentés un tambour à la main.
À cette époque, plusieurs instruments de musique sont introduits au Japon au cours d'échanges avec d'autres pays de l'Asie de l'Est. Entre le Ve et le VIIe siècle, des musiciens originaires de la péninsule coréenne se rendent au Japon pour y pratiquer leur art.
En 752, lors de la cérémonie d'ouverture des yeux de la statue de Bouddha du temple Tōdai-ji à Nara, de nombreux musiciens, en provenance de divers pays d'Asie, se réunissent pour exécuter un grand concert de célébration.
Grâce au développement du nô au Moyen Âge, et du kabuki à l'époque d'Edo (1603-1868), le taiko a vu son usage croître et sa maîtrise s'enrichir puisqu'il accompagnait les représentations.
Le taiko s'est également développé dans la mouvance des grands temples bouddhistes du pays. Ils diffèrent selon les régions du Japon dont ils accompagnent les cérémonies et autres manifestations populaires.
À la fin du XXe siècle, le wadaiko est de nouveau à la mode, grâce aux nombreux festivals traditionnels. De nombreux groupes ont été fondés et combinent différents tambours. Ils se produisent tant au Japon qu'à l'étranger. L'un des plus célèbres au Japon, Kodō, est originaire de l'île de Sado, où la pratique est assimilée à une voie (do), tout comme un art martial.
Depuis les années 1960, le taiko s'est répandu en dehors du Japon. On trouve aujourd'hui plus de quatre cents groupes aux États-Unis. Ailleurs, en Amérique du Sud, en Thaïlande, en Europe, des groupes ont fait leur apparition. Ainsi, en 2018, la France compte environ dix à quinze groupes. Parmi ces groupes on peut citer "Paris Taiko Ensemble".
Des concerts sont organisés en général en lien avec des événements culturels japonais. Certains groupes proposent aussi des cours avec différentes approches selon leur identité et leur pédagogie : plutôt technique, musicale ou encore une approche par le ressenti du corps et du bassin par exemple.

## Pratique
La pratique du taiko fait appel à un travail corporel exigeant un peu similaire à celui demandé dans la pratique des arts martiaux : le « bon son » demande un ancrage et une stabilité du bassin qui permet de mouvoir le buste et les bras d'une manière optimale, soit très forte et dynamique, soit avec des mouvements faibles. Dans tous les cas, les frappes sont contrôlées et effectuées comme si chacune d'entre elle était intentionnelle. Même après une pratique en mode répétitif, on ne doit jamais avoir l'impression d'un automatisme irréfléchi mais au contraire d'une parfaite maitrise.
En ce sens, le taiko peut être considéré, selon les sensibilités, comme une musique, un art martial, une méditation ou une danse.
Le positionnement par rapport à l'instrument est très précis. Par exemple pour les taikos positionnés en oblique sur trépieds, la position des pieds est très précise ainsi que le fléchissement des jambes ou l'inclinaison des épaules. Les mouvements de bras s'effectuent majoritairement dans des plans perpendiculaires à la surface de la "peau" du taiko, en utilisant autant que possible la gravité lors de la descente des bras et relâchant le plus possible les bras à la montée. On retrouve ici le principe de meilleure efficacité de l'énergie du corps et de l'esprit présent dans nombre d'arts martiaux, comme le judo.
Chaque école peut cependant avoir ses variantes et son style. L'apprentissage du taiko implique patience et répétition, il peut s'effectuer seul avec un professeur ou préférentiellement en cours collectifs, car la pratique du taiko nécessite coordination et synchronisation.
La pratique du taiko n'est pas uniquement gestuelle et chorégraphique, car il est possible de chanter entre ou même pendant certaines frappes. Le fait de chanter permet de libérer de l'énergie, d'une façon un peu similaire à un kiai de karaté, ou encore de marquer un temps neutre (silence) et peut aider à mémoriser les morceaux par le biais d'associations sensorielles. En effet l'association du geste, du son de l'instrument, du son chanté et la perception simultanée des autres joueurs de taiko peut permettre une synchronisation mentale qui va favoriser l'activation de différentes aires cérébrales, favorisant ainsi la mémorisation par multi-activation / réactivation.

## Fabrication
Le bois du keyaki (Zelkova serrata de sa nomination scientifique), est considéré comme idéal pour la fabrication de taiko, bien que d'autres bois soient également utilisés. Cette essence, réputée pour la beauté de ses nervures mais aussi pour sa dureté, est comparable à l'orme européen. Les deux espèces font en effet partie de la même famille, celle des Ulmaceae.
En ce qui concerne les bachis, baguettes qui servent à frapper le taiko, ils sont en bois. Les bois utilisés vont du chêne au cyprès, en passant par l'érable, le machilus ou le magnolia. Le chêne étant le plus lourd permettant des frappes fortes, le cyprès le plus léger pour des frappes plus douces.

## Structure de l'instrument
Le corps ou fut principal du taiko est en bois et est identifié par la terminologie dō (胴) en japonais qui signifie à la fois « torse » et « caisse de résonance ».
La membrane que l'on frappe, ou peau du tambour, s'appelle kawa, elle est fixée avec des clous appelés byō. Les baguettes qui servent à frapper le taiko sont des bachis.